# Ramón Hoyos

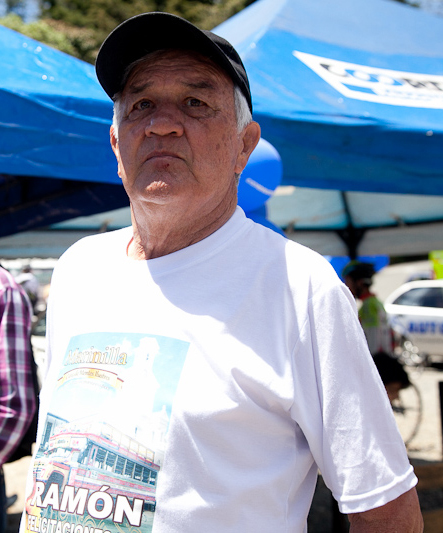
Ramón Hoyos (2012)

Ramón Hoyos Vallejo (* 26. Mai 1932 in Marinilla; † 19. November 2014 in Medellín) war ein kolumbianischer Radrennfahrer.

## Sportliche Laufbahn
Hoyos wurde 1955 Sieger des Straßenrennens der Panamerikanischen Spiele. Im Mannschaftszeitfahren holte die Goldmedaille bei den Panamerikanischen Spielen 1954 und 1959. 1953 bis 1956 und 1958 siegte er in der Vuelta a Colombia. Er gewann insgesamt 39 Etappen dieser Rundfahrt. 1954 war er in der Vuelta a Puerto Rico erfolgreich. Er holte zwei Etappensiege. 1956 gewann er zwei Etappen der Mexiko-Rundfahrt.
Er war Teilnehmer der Olympischen Sommerspiele 1956 in Melbourne. Im olympischen Straßenrennen kam er auf den 13. Platz. In der Mannschaftswertung kam das kolumbianische Team auf den 8. Rang. Im Bahnradsport war er in der Mannschaftsverfolgung am Start. Der Vierer mit Héctor Monsalve, Honorio Rúa, Ramón Hoyos und Octavio Echeverri schied in der Vorrunde aus.
Hoyos war auch Teilnehmer der Olympischen Sommerspiele 1960 in Rom. Im olympischen Straßenrennen wurde er 48. des Wettbewerbs.

## Berufliches
Hoyos war später als Reporter und Journalist für kolumbianische Medien tätig.